# Anatolij Piskulin
Anatolij Piskulin (rusky:Анато́лий Писку́лин * 1. prosince 1952) je bývalý sovětský atlet, který se věnoval trojskoku.

## Sportovní kariéra
Nejúspěšnější sezónou se pro něj stal rok 1978. Stal se halovým mistrem Evropy v trojskoku, na evropském šampionátu v Praze vybojoval v této disciplíně bronzovou medaili. O rok později v Vídni získal stříbrnou medaili v trojskoku na halovém mistrovství Evropy.